# El pas de Cassandra
El pas de Cassandra (títol original: The Cassandra Crossing) és una pel·lícula de catàstrofes italo- britànico-germano-francesa dirigida per George Pan Cosmatos el 1976. Ha estat doblada al català.

## Argument
Els passatgers del tren Ginebra-Estocolm estan exposats a una malaltia mortal molt contagiosa. El coronel Stephen Mackenzie decideix posar el tren en quarantena i desviar-lo cap a un centre de descontaminació. Però en el trajecte hi ha un vell pont desafectat, el pont de Cassandra, representat pel viaducte de Garabit.

## Repartiment
- Sophia Loren: Jennifer Rispoli Chamberlain
- Richard Harris: Dr. Jonathan Chamberlain
- Burt Lancaster: coronel Stephen Mackenzie
- Martin Sheen: Robby Navarro
- Ava Gardner: Nicole Dressler
- O. J. Simpson: Haley
- Ingrid Thulin: Dra. Elena Stradner
- Ann Turkel: Susan
- Lee Strasberg: Herman Kaplan
- Lou Castel: Swede
- John Phillip Law: major Stark
- Alida Valli: Sra. Chadwick
- Lionel Stander: Max
- Thomas Hunter: capità Scott

## Al voltant de la pel·lícula
- El pont utilitzat en la pel·lícula és el viaducte de Garabit, a França, construït per Gustave Eiffel del 1881 al 1884.
- Diverses preses de vistes aèries es van filmar al Jura suís, sobretot a Saint-Ursanne (viaducte) i a les goles de Moutier. Les inscripcions són les dels Ferrocarrils Federals Suïssos (SBB-CFF-FFS).
- Durant les escenes de rescat amb helicòpter es va considerar que el comboi fos arrossegat per una Re 4/4 dels CFF, però aquesta màquina té els pantògrafs abaixats i el tren és empès per una locomotora autònoma, perquè la línia no està electrificada.
- El vagó restaurant (WR) no és el mateix al començament de la pel·lícula que al final. Al començament és una WR CFF (amb pantògrafs) i en l'explosió de la cuina i la caiguda final del vagó de primera classe és una WR SNCF vermella, de tipus Capitole, construïda l'any 1966, amb climatització i generador autònom.
- Es poden veure seqüències de la línia de Besiers a Neussargues que són inversemblants (pujar al sostre del tren sota les catenàries).
- A l'inici de la pel·lícula, els passatgers arriben a l'estació de Ginebra-Cornavin per embarcar-se al tren. Les escenes es van rodar a l'estació de Basilea SBB. On el Dr. Chamberlain ingressa a l'estació, els tramvies BVB de color verd i la Plaça de l'estació central de Basilea es poden veure a el fons.[3]